# Dob (drevo)
Dob (znanstveno ime Quercus robur) je listopadno drevo iz družine bukovk.
Njegovo znanstveno ime izvira iz latinskih besed quercus, »hrast« in robur »močan, trpežen les«.

## Opis
Dob je veliko drevo, ki lahko zraste tudi preko 50 metrov v višino in ima močno deblo ter obsežno krošnjo nepravilne oblike.
Listi doba so na veje nameščeni premenjalno in so nepravilne enostavne oblike. Pri odraslih rastlinah so podolgovati in jajčasti ter na bazi stisnjeni. Proti vrhu se razširijo na 5-7 listnih krp. V dolžino dosežejo med 7 in 14 cm. Po zgornji strani so temno svetleče zeleni, po spodnji strani pa so svetlejše barve.
Cvetovi so majhne mačice, ki jih oplojuje veter. Iz oplojenih cvetov se razvijejo majhni podolgovati jajčasti želodi (2 - 2,5 cm), ki visijo s 3 – 7 cm dolgih pecljev, na katerih so lahko do štirje želodi. Plod je sestavljen iz dveh delov, skledice in oreška. Skledica, ki je pritrjena na eni strani na pecelj pokriva zgornji del oreška, ki je na spodnjem deli zašiljen. Skledica je sestavljena iz drobnih lusk, ki se tesno prilegajo ena drugi in se strehasto prekrivajo.
Dob je drevo, ki doseže visoko starost. Na Švedskem stoji drevo, ki naj bi bilo staro preko 1000 let, obseg njegovega debla pa je 14 metrov.

## Razširjenost in uporabnost
Dob je razširjen po celi Evropi, razen na njenem skrajnem severu, najbolje pa uspeva na svežih, bazičnih tleh. Dobro prenaša zmrzali, razmnožuje pa se izključno s semeni.
Les doba je izjemno trd in odporen ter se ga da odlično obdelovati. Ima značilno svetlejšo in dobro vidno beljavo in temnejšo črnjavo. Sodi med gospodarsko izjemno pomembna drevesa, njegov les pa se uporablja za gradnjo plovil, sodov, stavbnega pohištva, pohištva, v gradbeništvu in za talne obloge.
Želod je hrana mnogim divjim živalim, v preteklosti pa so ga nabirali za hrano domačim svinjam.